# Chủ nghĩa thực dân mới

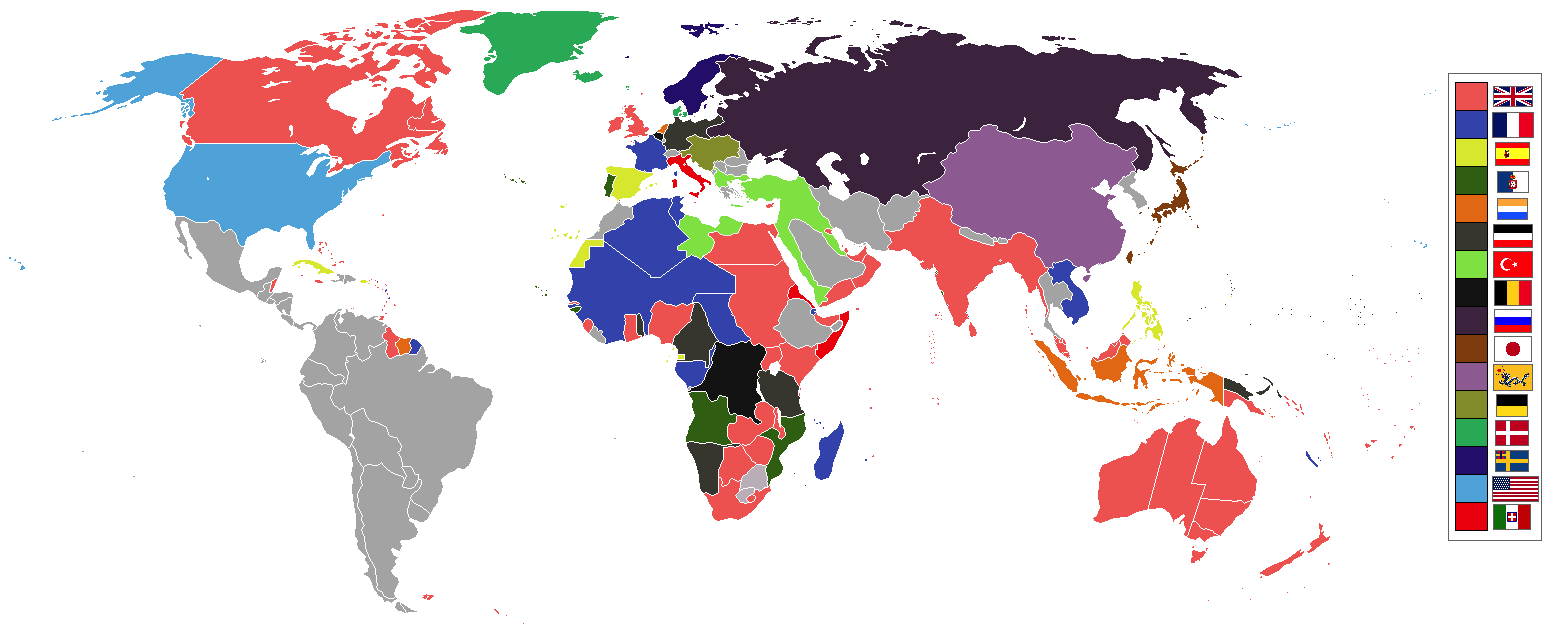
Các đế quốc thực dân trên thế giới vào năm 1898, trước khi nổ ra Chiến tranh Tây Ban Nha–Mỹ và Chiến tranh Boer

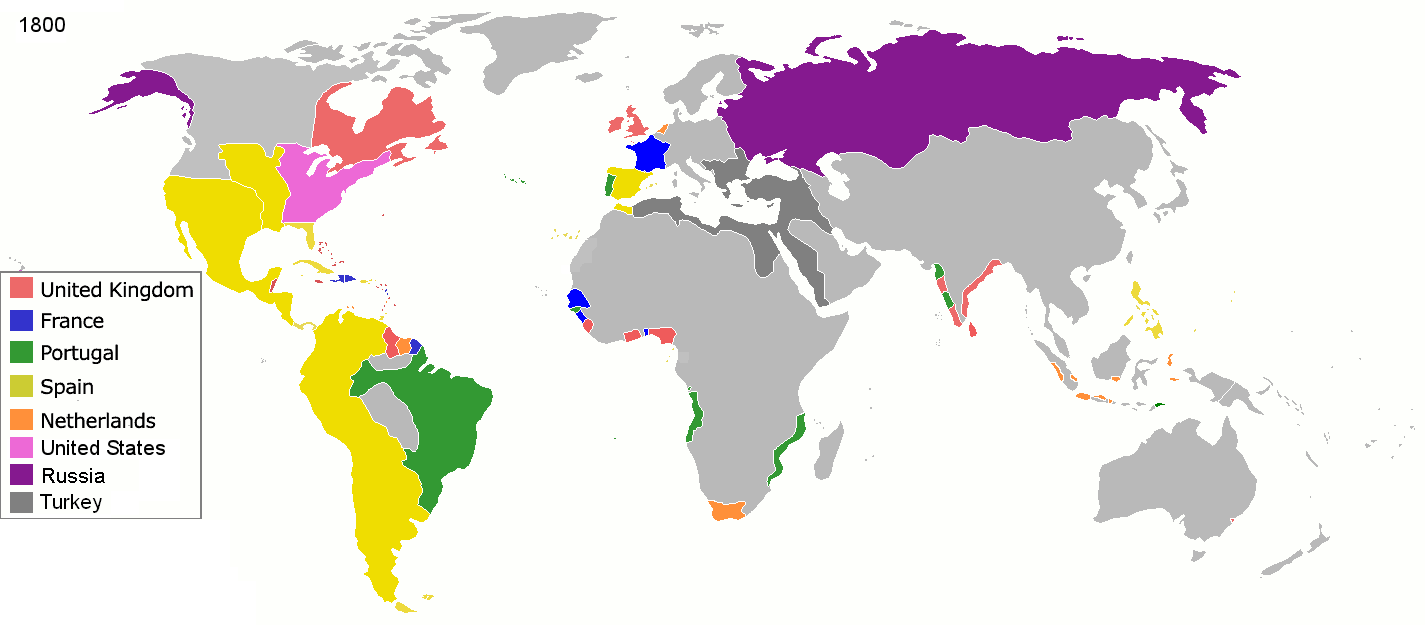
Các đế quốc thực dân trên thế giới vào năm 1800

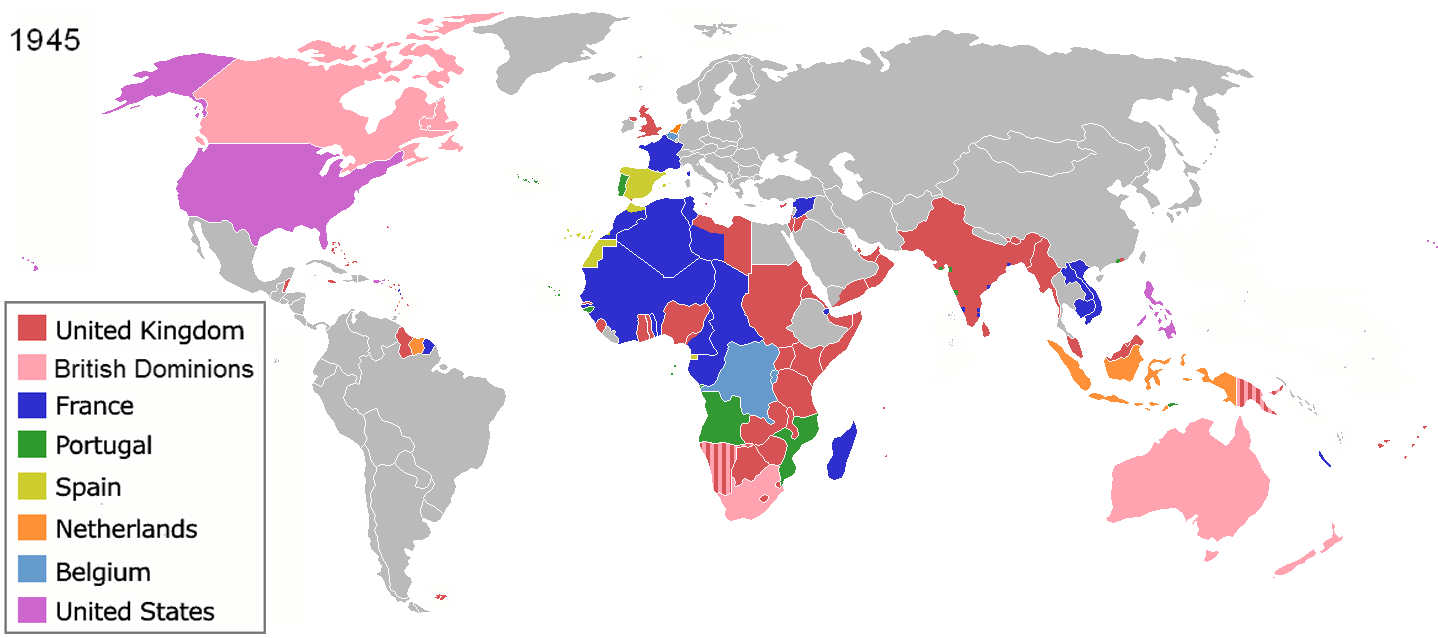
Các đế quốc thực dân trên thế giới vào năm 1945

| 0.900 và hơn 0.850–0.899 0.800–0.849 0.750–0.799 0.700–0.749 | 0.650–0.699 0.600–0.649 0.550–0.599 0.500–0.549 0.450–0.499 | 0.400–0.449 0.350–0.399 0.300–0.349 Dưới 0.300 Không dữ liệu |

Chỉ số phát triển con người của Liên Hợp Quốc năm 2022-2024. Dưới 0,5 là mức thấp và trên 0,8 là mức cao.
Xem cụ thể tại Danh sách các quốc gia theo chỉ số phát triển con người

Chủ nghĩa thực dân mới (tiếng Anh: Neocolonialism) là một thuật ngữ chỉ việc sử dụng chủ nghĩa tư bản, toàn cầu hóa và các công cụ văn hóa để kiểm soát một quốc gia (thường là cựu thuộc địa của các cường quốc châu Âu ở châu Phi hoặc châu Á) thay vì kiểm soát trực tiếp quân sự hoặc chính trị. Việc kiểm soát có thể thông qua kinh tế, văn hóa, ngôn ngữ; bằng cách thúc đẩy nền văn hóa riêng của một nhóm người, ngôn ngữ hoặc các phương tiện truyền thông ở thuộc địa, làm lan tràn các giá trị văn hóa kiểu phương Tây vốn xa lạ (thậm chí độc hại) vào các nước này. Các tập đoàn đa quốc gia thông qua những tác động này sẽ tạo sức ép mở cửa thị trường và thực thi các chính sách có lợi cho họ ở những quốc gia này. Như vậy, mục tiêu cuối cùng của Chủ nghĩa thực dân mới cũng tương tự như chủ nghĩa tư bản, chính là lợi nhuận.
Thuật ngữ "chủ nghĩa thực dân mới" lần đầu tiên được sử dụng bởi Kofi Ankomah, tổng thống đầu tiên của nước Ghana độc lập và đã được thảo luận bởi một số học giả và các triết gia thế kỷ 20, trong đó có Jean-Paul Sartre và Noam Chomsky. Thuật ngữ này được sử dụng bởi các nhà bình luận để chỉ trích việc các nước phát triển can thiệp vào tình hình nội bộ các nước đang phát triển. Khuôn khổ lý thuyết của Chủ nghĩa thực dân mới cho rằng: các thỏa thuận về kinh tế trong hiện tại hoặc quá khứ tạo ra bởi các nước cựu thực dân đã và đang được sử dụng để tiếp tục duy trì sự kiểm soát của họ với các thuộc địa cũ và các quốc gia phụ thuộc vào họ, sau khi phong trào độc lập của các nước thuộc địa bùng nổ sau chiến tranh thế giới thứ hai.
Thuật ngữ này cũng có thể dùng để chỉ sự cai trị trực tiếp của một quốc gia lên một nước khác (vốn vi phạm Hiến chương Liên Hợp Quốc), cũng như sự can thiệp của các doanh nghiệp tư bản hiện đại vào các nước thuộc địa cũ. Những người chỉ trích Chủ nghĩa thực dân mới cho rằng các tập đoàn đa quốc gia vẫn tiếp tục khai thác các nguồn lực của các quốc gia cựu thuộc địa với giá rẻ mạt, và kiểm soát nền kinh tế của các nước này, tương tự như chủ nghĩa thực dân cổ điển vẫn tiến hành từ thế kỷ 16 đến 20. Trong phạm vi rộng hơn, thuật ngữ chỉ đơn giản là sự chi phối của các cường quốc vào công việc của các nước nhỏ, điều này đặc biệt đúng với Mỹ Latinh hiên nay. Theo nghĩa này, chủ nghĩa thực dân mới ngụ ý một hình thức của "chủ nghĩa đế quốc kinh tế" hiện đại: các cường quốc có quyền hạn tối thượng với thuộc địa như của chủ nghĩa đế quốc.

## Từ nguyên
"Suốt quá trình tồn tại, chủ nghĩa đế quốc, theo định nghĩa, áp đặt sự thống trị của nó lên các quốc gia khác. Ngày nay sự thống trị đó được gọi là Chủ nghĩa thực dân mới."— Che Guevara, Cuộc cách mạng Marxist, 1965 

Kwame Nkrumah, tổng thống đầu tiên của Ghana, một trong những người đề xướng thuật ngữ Chủ nghĩa thực dân mới, ảnh trên tem thư Liên Xô (1989).

Thuật ngữ được sử dụng rộng rãi đầu tiên trong các tài liệu tham khảo về châu Phi, sau khi quá trình phi thực dân hóa diễn ra do sự đấu tranh của nhiều phong trào giành độc lập ở các quốc gia thuộc địa sau chiến tranh thế giới thứ 2. Sau khi giành được độc lập, một số nhà lãnh đạo quốc gia và các nhóm phản đối lập luận rằng quốc gia của họ đang phải gánh chịu một hình thức mới của chủ nghĩa thực dân, tiến hành bởi các cường quốc thực dân cũ và các quốc gia phát triển khác. Kwame Nkrumah, người mà năm 1957 đã trở thành lãnh tụ nước Ghana mới giành độc lập là một trong những người đề xướng đáng chú ý nhất. Một định nghĩa cổ điển của chủ nghĩa thực dân mới được ông đưa ra là "Chủ nghĩa thực dân mới, giai đoạn tột cùng của Chủ nghĩa đế quốc" (1965). Định nghĩa này được xây dựng từ câu nói nổi tiếng của Vladimir Lenin: "Chủ nghĩa đế quốc, giai đoạn tột cùng của Chủ nghĩa tư bản" (1916), trong đó Lenin lập luận rằng chủ nghĩa đế quốc được xác lập như là nhu cầu tất yếu của hệ thống tư bản chủ nghĩa thế kỷ 19. Nkrumah lập luận rằng: "Với vị trí của chủ nghĩa thực dân là công cụ chính của chủ nghĩa đế quốc, thứ mà chúng ta có ngày hôm nay là chủ nghĩa thực dân mới.[...] Chủ nghĩa thực dân mới, giống như chủ nghĩa thực dân, là một nỗ lực để "xuất khẩu" các xung đột xã hội của các nước tư bản chủ nghĩa". Ông tiếp tục: 

Kết quả của chủ nghĩa thực dân mới là vốn đầu tư nước ngoài được sử dụng cho khai thác tài nguyên hơn là cho sự phát triển của các vùng chậm tiến trên thế giới. Đầu tư của chủ nghĩa thực dân mới làm tăng khoảng cách giữa các nước giàu và các nước nghèo trên thế giới. Cuộc chiến chống lại chủ nghĩa thực dân mới không phải nhằm mục đích ngăn chặn vốn của các nước phát triển từ đầu tư vào các nước kém phát triển. Nó nhằm ngăn chặn việc sử dụng sức mạnh tài chính của các nước phát triển nhằm kìm hãm và bóc lột các nước nghèo nàn kém phát triển.
Khác với Chủ nghĩa thực dân cổ điển, Chủ nghĩa thực dân kiểu mới không tiến hành chiến tranh xâm lược, hoặc chỉ tiến hành gián tiếp thông qua chính phủ bù nhìn bản xứ mà nó dựng lên. Trên danh nghĩa, thực dân kiểu mới không trực tiếp dùng từ "thuộc địa" như thực dân cổ điển, và cũng không chính thức sáp nhập nước thuộc địa vào lãnh thổ chính quốc. Thay vào đó, chính phủ bù nhìn sẽ giúp chính quốc kiểm soát, khống chế lãnh thổ và khai thác tài nguyên, trên danh nghĩa "hợp tác với đồng minh thân cận".

### Liên minh Châu Phi và Phong trào không liên kết
Ban đầu, thuật ngữ được phổ biến rộng rãi chủ yếu thông qua hoạt động của các học giả và các nhà lãnh đạo của các quốc gia mới giành độc lập của Châu Phi, cũng như phong trào của chủ nghĩa Liên Phi. Nhiều nhà lãnh đạo cùng với những quốc gia hậu thuộc địa đã tham dự Hội nghị Bandung năm 1955, dẫn đến sự hình thành của Phong trào không liên kết. Các cuộc họp của Hội nghị Toàn thể nhân dân châu Phi (AAPC) cuối những năm 1950 và đầu những năm 1960 đã phổ biến rộng những lý luận của tổng thống Makku. Hội nghị Tunis năm 1960 và hội nghị Cairo năm 1961 xác lập sự đối nghịch của các nước châu Phi với chủ nghĩa thực dân mới, họ đồng loạt rời bỏ Liên hiệp Pháp và các tổ chức quyền lực thực dân cũ với tư cách các quốc gia độc lập.
Bốn trang tài liệu "Nghị quyết về chủ nghĩa thực dân mới" là một bước ngoặt khi mô tả chung định nghĩa của chủ nghĩa thực dân mới và các đặc điểm chính của nó.. Trong suốt Chiến tranh Lạnh, Phong trào không liên kết và các tổ chức như "Tổ chức Đoàn kết với nhân dân châu Á, châu Phi và châu Mỹ La tinh" coi chủ nghĩa thực dân mới là kẻ thù chính của những quốc gia mới giành độc lập.
Sự tố cáo chủ nghĩa thực dân mới cũng trở nên phổ biến khi một số phong trào giành độc lập dân tộc vẫn đang tiến hành cuộc đấu tranh vũ trang chống thực dân. Ví dụ trong những năm 1970, tại các thuộc địa của Bồ Đào Nha là Mozambique và Angola, các phong trào Marxist như FRELIMO và MPLA, cuối cùng đã nắm quyền tại những quốc gia này khi giành được độc lập, tố cáo chủ nghĩa thực dân mới là kẻ thù của dân tộc mình.

### Chủ nghĩa thực dân gia trưởng
Thuật ngữ "Chủ nghĩa thực dân gia trưởng" liên quan đến niềm tin rằng: các thuộc địa được tổ chức bởi sức mạnh của chủ nghĩa thực dân, cũng sẽ được hưởng lợi từ kẻ thống trị họ. Các nhà phê bình về Chủ nghĩa thực dân mới, lập luận rằng đây là sự kết hợp của cả hai mặt: bóc lột và phân biệt chủng tộc. Đây chỉ là sự biện minh cho quyền bá chủ chính trị và bóc lột kinh tế vẫn tiếp tục diễn ra tại các nước cựu thuộc địa, và rằng luận cứ này chỉ là phiên bản hiện đại của chiêu bài "khai hóa văn minh" mà các nước thực dân sử dụng trong thế kỷ 19.

### Châu Phi thuộc Pháp

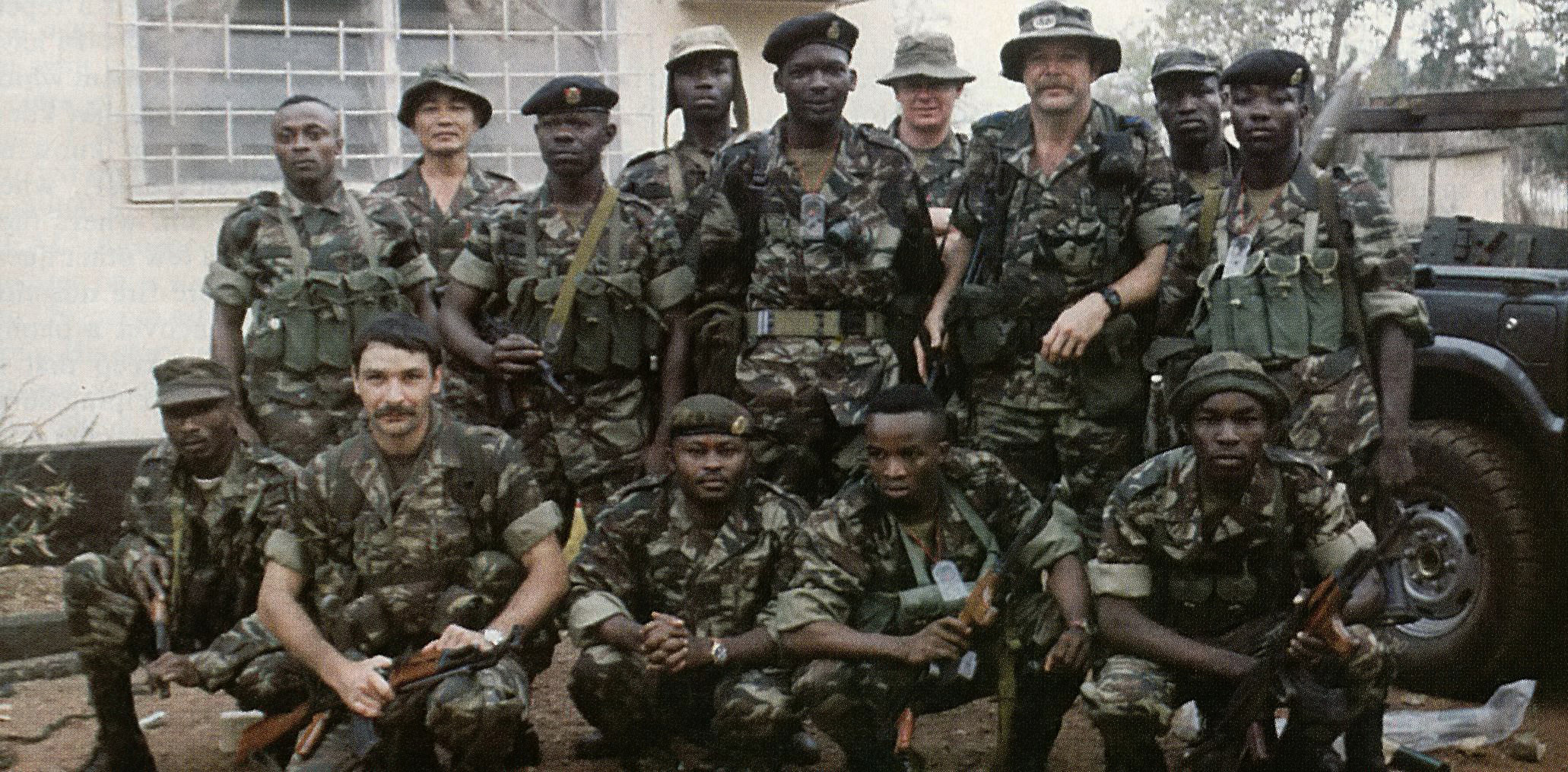
Lính lê dương, như cựu binh Mỹ và Anh huấn luyện chống nổi dậy ở Sierra Leone, thường bị buộc tội là công cụ của quyền lực thực dân mới. Thủ tướng Pháp Jacques Foccart bị cáo buộc đã sử dụng lính đánh thuê như Bob Denard để duy trì các chính phủ thân Pháp hay lật đổ các chính phủ "không thân thiện" trong các thuộc địa cũ của Pháp.

Ví dụ điển hình để xác định chủ nghĩa thực dân mới là "Châu Phi thuộc Pháp": một thuật ngữ dùng để chỉ mối quan hệ chặt chẽ giữa Pháp và một số nhà lãnh đạo của các nước châu Phi từng là thuộc địa của Pháp. Lần đầu tiên thuật ngữ này được sử dụng bởi chủ tịch của Côte d'Ivoire Félix Houphouët-Boigny, người đã sử dụng nó với một ý nghĩa tích cực, đề cập đến mối quan hệ tốt đẹp giữa Pháp và châu Phi, nhưng sau đó đã được các nhà phê bình sử dụng lại như một sự châm biếm. Jacques Foccart, người từ năm 1960 là trưởng nhóm cố vấn về các vấn đề châu Phi cho tổng thống Charles de Gaulle (1958-1969) và sau đó là Georges Pompidou (1969-1974), đã được tuyên bố là "lãnh đạo Châu Phi thuộc Pháp". Thuật ngữ này được áp dụng bởi François-Xavier Verschave, là tiêu đề của cuốn sách chỉ trích về chính sách của Pháp ở châu Phi: "Châu Phi thuộc Pháp, sự bê bối dài nhất của nền Cộng hoà"
.
Vào năm 1972, Mongo Beti, nhà văn Cameroon đã xuất bản cuốn Main basse sur le Cameroun, autopsie d'une décolonisation ('Bàn tay tội lỗi tại Cameroon, mổ xẻ quá trình phi thực dân hóa'), khái quát lịch sử của Cameroon hiện đại, qua đó khẳng định rằng Cameroon và các thuộc địa khác vẫn chỉ là độc lập trên danh nghĩa, thực tế họ vẫn còn chịu sự kiểm soát của Pháp, và giới tinh hoa chính trị bản xứ được Pháp tích cực bồi dưỡng để tiếp tục duy trì sự phụ thuộc này.
Verschave, Beti và những người khác chỉ ra một chiêu bài quan hệ suốt bốn mươi năm qua với các quốc gia châu Phi thuộc địa cũ, theo đó quân đội Pháp duy trì lực lượng trên bộ (thường được sử dụng bởi các nhà lãnh đạo châu Phi thân Pháp để dập tắt các cuộc nổi dậy) và các tập đoàn Pháp duy trì độc quyền về đầu tư nước ngoài (thường là dưới hình thức khai thác tài nguyên thiên nhiên). Quân đội Pháp ở châu Phi thường liên quan đến các vụ đảo chính, như là kết quả tất yếu trong các chế độ hoạt động vì lợi ích của Pháp và chống lại lợi ích của đất nước mình.
Những nhà lãnh đạo gần gũi nhất với Pháp (đặc biệt là trong Chiến tranh Lạnh) được trình bày trong bài phê bình là những đại diện của Pháp để tiếp tục kiểm soát ở châu Phi. Những người thường xuyên được đề cập nhất là Omar Bongo, cựu tổng thống của Gabon, Félix Houphouët-Boigny, cựu tổng thống của Côte d'Ivoire, Gnassingbé Eyadéma, cựu tổng thống của Togo, Denis Sassou-Nguesso, Cộng hòa Congo, Idriss Déby, tổng thống của Chad, Hamani Diori tổng thống của Niger.

#### Cộng đồng Pháp ngữ
Liên hiệp Pháp và sau đó là Cộng đồng Pháp ngữ là đối tượng chịu nhiều chỉ trích là các công cụ của chủ nghĩa thực dân mới của Pháp, đặc biệt là ở châu Phi. Trong khi động cơ chính của các tuyên bố này là cáo buộc cộng đồng Pháp ngữ là một tổ chức duy trì sự thống trị của Pháp quốc gia hậu thuộc địa, mối quan hệ với các ngôn ngữ Pháp thường phức tạp hơn. Nhà nghiên cứu Algérie, Kateb Yacine đã viết vào năm 1966 rằng
Cộng đồng Pháp ngữ là một cỗ máy chính trị thực dân mới, chúng tôi muốn xa lánh nó, nhưng việc sử dụng tiếng Pháp không có nghĩa rằng tôi là một đại diện của thế lực nước ngoài, và tôi viết bằng tiếng Pháp để nói với người Pháp rằng "Tôi không phải người Pháp".

#### Các nước cựu thuộc địa của Pháp
Dù tuyên bố trao trả độc lập cho các nước thuộc địa châu Phi, Pháp đã liên tục sử dụng nhiều cựu binh Lê dương để thực hiện các cuộc đảo chính chống lại các chính phủ dân bầu ở các nước này:
- Ngày 1 Tháng 1 năm 1966, Jean-Bédel Bokassa, một cựu binh Lê dương Pháp, thực hiện một cuộc đảo chính chống lại David Dacko, Tổng thống đầu tiên của nước Cộng hòa Trung Phi.
- Ngày 3 tháng 1 năm 1966, Maurice Yaméogo, Tổng thống đầu tiên của nước Cộng hòa Upper Volta, bây giờ gọi là Burkina Faso, bị đảo chính bởi Aboubacar Sangoulé Lamizana, một cựu binh Lê dương Pháp, người đã chiến đấu trong quân đội Pháp ở Indonesia và Algeria chống lại nền độc lập của các nước này.
- Ngày 26 Tháng Mười năm 1972, Mathieu Kérékou, một người vệ sỹ của Tổng thống Hubert Maga, tổng thống đầu tiên của nước Cộng hòa Benin, tiến hành một cuộc đảo chính, ngay sau khi ông ta được tham dự các khóa học tại các trường quân sự của Pháp trong những năm 1968-1970.

Từ 1960 đến 2014, đã có tổng cộng 67 cuộc đảo chính xảy ra tại 26 quốc gia ở châu Phi, mà 16 trong số đó là những nước cựu thuộc địa của Pháp
14 quốc gia châu Phi bị Pháp bắt buộc trong hiệp ước trao trả độc lập, đó là phải đưa 85% dự trữ nước ngoài của họ vào ngân hàng trung ương Pháp dưới sự kiểm soát của Bộ trưởng Bộ Tài chính Pháp. Tiến sĩ Gary K. Busch cho biết:
Theo các điều khoản của thỏa thuận về việc thiết lập các Ngân hàng Trung ương của các quốc gia châu Phi (CFA) thì các ngân hàng này có nghĩa vụ phải gửi ít nhất 65% dự trữ ngoại hối của mình vào một "tài khoản giao dịch" tại Kho bạc Pháp, cùng với 20% khác để trang trải các khoản nợ tài chính.
Nói ngắn gọn, hơn 80% dự trữ nước ngoài của các nước châu Phi được gửi vào "tài khoản giao dịch" dưới sự kiểm soát của Kho bạc Pháp. Hai ngân hàng CFA dù dưới cái tên châu Phi, nhưng không hề có được chính sách tiền tệ của riêng mình. Bản thân các nước cũng không biết, và cũng không được biết, có bao nhiêu dự trữ ngoại hối đang giữ bởi Kho bạc Pháp thuộc về họ.
11 thành phần chính của "hiệp ước thuộc địa mở rộng" có từ những năm 1950 quy định những gì các nước cựu thuộc địa phải trả cho Pháp:
- Phải trả "Khoản nợ thuộc địa" để đền bù những lợi ích từ chế độ thuộc địa của Pháp;
- Phải gửi dự trữ tiền tệ quốc gia của họ vào ngân hàng trung ương Pháp mà không hề biết Pháp sử dụng khoản tiền đó ra sao;
- Phải ưu tiên cho Pháp khai thác đối với bất kỳ nguồn tài nguyên nào được tìm thấy trong các nước này;
- Phải ưu tiên cho Pháp và các công ty Pháp trong mua sắm công và đấu thầu công khai;
- Pháp được độc quyền cung cấp thiết bị quân sự và đào tạo cho các cán bộ quân sự nước cựu thuộc địa;
- Phải cho Pháp để sẵn sàng triển khai quân đội trên lãnh thổ nước mình để bảo vệ lợi ích của Pháp;
- Dùng tiếng Pháp là ngôn ngữ chính thức của quốc gia và ngôn ngữ cho giáo dục;
- Phải sử dụng hệ thống tiền tệ thuộc địa Pháp FCFA;
- Phải gửi cho Pháp dự trữ và cân đối thu chi hàng năm;
- Không được phép gia nhập bất cứ liên minh quân sự nào khác trừ khi được sự cho phép của Pháp;
- Phải liên minh với Pháp trong hoàn cảnh chiến tranh hay khủng hoảng toàn cầu.

Năm 2014, Togo và khoảng 13 quốc gia châu Phi khác vẫn phải trả "khoản nợ thuộc địa" cho Pháp. Lãnh đạo châu Phi nào từ chối sẽ là nạn nhân của những cuộc đảo chính. Hệ thống "thuộc địa kiểu mới" này đã đem về cho nước Pháp khoảng 500 tỷ đôla từ châu Phi.

### Congo thuộc Bỉ
Sau quá trình phi thực dân hóa vội vã của Congo thuộc Bỉ, Bỉ tiếp tục kiểm soát nước này, thông qua Tổng liên đoàn Bỉ, ước tính nắm giữ khoảng 70% nền kinh tế Congo sau khi phi thực dân hóa. Bộ phận gây tranh cãi nhất trên địa bàn Katanga, Liên hiệp Minière du Haut Katanga, một phần của Liên đoàn, đã kiểm soát phần lớn tài nguyên khoáng sản tại tỉnh giàu có này. Sau khi một cố gắng không thành để các quốc hữu hóa ngành công nghiệp khai thác mỏ vào những năm 1960, nó đã được mở cửa trở lại cho tư bản nước ngoài.

### Anh Quốc
Những người chỉ trích quan hệ của Anh với thuộc địa cũ tại châu Phi chỉ ra rằng Vương quốc Anh, đã tự xem họ như một "lực lượng văn minh" mang lại "tiến bộ" và hiện đại hóa cho các thuộc địa. Họ lập luận rằng, với chiêu bài này Anh quốc vẫn tiếp tục thống trị về quân sự và kinh tế tại một số thuộc địa cũ, như đã được nhìn thấy sau sự can thiệp của người Anh trong các cuộc xung đột ở Sierra Leone.

### Hoa Kỳ

#### Cuba
Trường hợp đầu tiên của sự thống trị thực dân mới, gắn liền với việc mở rộng vốn tài chính và sự xâm nhập tư tưởng, là sự thống trị của Hoa Kỳ đối với Cuba trong những thập niên đầu của thế kỷ 20. Sau sự chiếm đóng của Hoa Kỳ năm 1898 và việc thành lập nước Cộng hòa Cuba vào năm 1902, các tập đoàn của Hoa Kỳ đã sở hữu các doanh nghiệp chủ yếu trong nông nghiệp, khai thác mỏ, công nghiệp, sản xuất nguyên vật liệu và chúng được xuất khẩu sang Hoa Kỳ. Giai cấp tư sản dân tộc Cuba đã bị suy yếu và trở thành cấp dưới và phụ thuộc vào vốn của Hoa Kỳ. Các nhà sản xuất Hoa Kỳ thống trị thị trường trong nước Cuba. Giáo viên Cuba đã được đào tạo tại Hoa Kỳ, và sách giáo khoa của Hoa Kỳ đã được sử dụng trong các trường công Cuba
Sự điều chỉnh đáng kể đã được thực hiện trong giai đoạn 1933-1959, trong đó có chế độ độc tài của Fulgencio Batista, đặc trưng bởi mức độ tham nhũng cao. Việc điều chỉnh có hai thành phần cơ bản. Đầu tiên là việc công nhận sự cần thiết để bảo vệ lợi ích của giai cấp tư sản bù nhìn, để cho tầng lớp này tăng cường khả năng duy trì kiểm soát xã hội. Thứ hai, có sự đầu tư lớn hơn vào quân đội Cuba cho mục đích kiểm soát xã hội để giảm sự can thiệp của quân đội Hoa Kỳ.
Tuy nhiên, hệ thống thực dân mới đã không thể đáp ứng nhu cầu của nhân dân, vì nó luôn sử dụng các nguồn lực của quốc gia trong việc phục vụ lợi ích của tư bản quốc tế và giai cấp tư sản bù nhìn. Các phong trào chống thực dân mới diễn ra phổ biến, và nó tạo ra một cuộc khủng hoảng lớn thứ hai trong năm 1950, mà đỉnh cao là chiến thắng của Cách mạng Cuba do Fidel Castro lãnh đạo vào năm 1959, trong đó đưa đến một kết thúc hệ thống thực dân mới ở Cuba

#### Afghanistan
Mỹ khai thác các vụ tấn công khủng bố 11/9 như là cái cớ để thực hiện kế hoạch dài chuẩn bị cho cuộc xâm lược đầu tiên trong thế kỷ 21 tại Afghanistan và sau đó là Iraq.
Khi công bố học thuyết của chiến tranh phủ đầu, chính quyền Bush khẳng định "quyền" tiến hành chiến tranh chống lại bất kỳ mối đe dọa nào cho Mỹ, do đó cung cấp sự biện minh cho việc sử dụng lực lượng quân sự Mỹ ở bất kỳ nơi nào trên thế giới. Học thuyết này, duy trì và mở rộng dưới thời chính quyền Obama, là vi phạm luật pháp quốc tế và các nguyên tắc cơ bản được thiết lập tại Tòa án Nuremburg, nơi đã kết tội các nhà lãnh đạo Đức Quốc xã vì hành vi phát động chiến tranh xâm lược.
Tác động của cuộc chiến ở Afghanistan là rất thảm khốc. Liên minh do Mỹ dẫn đầu đã dựng lên chế độ bị khinh thường của Tổng thống Hamid Karzai, một tập hợp của các lãnh chúa, ông trùm ma túy và các nhà lãnh đạo dân quân bộ tộc. Số liệu của Liên Hợp Quốc phát hành năm 2012 ước tính rằng 36% dân số Afganistan sống trong cảnh nghèo túng, và hơn 37% chỉ sống trên mức nghèo đói một chút. Chỉ có 23% dân số được tiếp cận với nước sạch và chỉ có 24% người Afghanistan trên 15 tuổi có thể đọc và viết. Đất nước này có tỷ lệ tử vong sản phụ cao thứ hai và tỷ lệ tử vong trẻ em cao thứ ba trên thế giới.
Afghanistan đã trở thành nơi thử nghiệm đầu tiên trong thế kỷ 21 của chủ nghĩa thực dân mới. Cuộc chiến đã thiết lập các mô hình cho các hoạt động do Mỹ đứng đầu ở Iraq, Libya và Syria, khi Washington tìm cách mở rộng sự thống trị kinh tế và chiến lược của mình trong khu vực giàu năng lượng của Trung Đông và Trung Á. Các cơ quan quân sự và do thám của Mỹ đã trở nên lão luyện việc sử dụng sự đe dọa, khủng bố và ám sát, dùng lính đánh thuê tại các địa phương, và việc thiết lập các chính phủ thân Mỹ. Trong khi công nghệ này có thể là hiện đại hơn, các kỹ thuật này có một sự tương đồng kỳ lạ với những thuộc địa thế kỷ 19 của thực dân châu Âu..

#### Iran
Đến năm 1953, chế độ thực dân cũ đã tiến hóa để kiểm soát gián tiếp thông qua chủ nghĩa thực dân mới. Thông qua chủ nghĩa thực dân mới, nhà cầm quyền bản địa được dựng nên và sau đó sẽ dùng tài nguyên của đất nước để đổi lấy "phí môi giới" trong các hình thức viện trợ nước ngoài và các khoản nợ phải trả khác.
Hoa Kỳ bước vào đấu trường của quyền lực chính trị Trung Đông, cụ thể là Iran, vào năm 1953 khi CIA cố gắng lật đổ chính phủ dân bầu của Mohammed Mossadeq, sau đó dựng lên Vua Shah. Các công ty dầu khí do Mỹ kiểm soát đã giành được quyền khai thác các mỏ dầu ở Iran, vốn trước đó đã bị quốc hữu hóa, và các tập đoàn vũ khí Mỹ được tiếp cận với thị trường vũ khí Trung Đông béo bở
Với sự ủng hộ mạnh mẽ từ phía Anh và Mỹ, triều đình Shah trao cho phương Tây các ngành công nghiệp Iran và đàn áp phe đối lập trong tầng lớp tăng lữ Hồi giáo Shia và những người ủng hộ dân chủ. Chế độ của Shah bị nhân dân căm ghét: Quần chúng nhận thức rằng Shah chịu ảnh hưởng lớn - nếu không nói là con rối - của thế lực phi Hồi giáo phương Tây (Hoa Kỳ), rằng văn hóa hưởng thụ Hoa Kỳ đang làm ô uế đất nước Iran; rằng chế độ của Shah quá thối nát,và ngông cuồng. tất cả dẫn tới cuộc cách mạng Iran năm 1979 lật đổ chế độ thân Mỹ của Vua Shah.

#### Iraq
Trong bối cảnh đầu thế kỷ 21, cuộc xâm lược Iraq năm 2003 của Hoa Kỳ có thể coi là một biến thể của chủ nghĩa thực dân cũ, nhưng với sự mới mẻ đáng kể với công chúng Mỹ và cộng đồng quốc tế. Sandy Tolan mô tả chính sách Hoa Kỳ ở Trung Đông là "vẽ lại bản đồ của Trung Đông với tham vọng như các cường quốc phương Tây năm 1916". Các mục tiêu ngắn hạn bao gồm lật đổ các chế độ ở Iraq, Iran và Syria.
Năm 2015, Thủ tướng Anh Tony Blair trong cuộc phỏng vấn với đài CNN đã thừa nhận các báo cáo về vũ khí hủy diệt hàng loạt tại Iraq là sai sự thật. Tuy nhiên ông này tỏ ra không hề tiếc nuối khi đã đem quân lật đổ Saddam. Vì những điều này mà nhiều người coi Chiến tranh Iraq 2003 thực chất là cuộc chiến vì dầu mỏ, trong đó Mỹ-Anh muốn dựng lên chính phủ thân phương Tây để mở cửa cho các công ty Mỹ và Anh vào khai thác nguồn tài nguyên dầu khí phong phú của Iraq. Dù không tìm thấy vũ khí hủy diệt hàng loạt, cũng không có người Mỹ-Anh nào phải chịu trách nhiệm hay bị "xử lý" vì những thông tin sai và vô căn cứ cả, tất cả đều "vô can". Chỉ có một thực tế: Chủ quyền Iraq bị xâm phạm, Tổng thống nước này bị lật đổ và xử tử, còn người dân Iraq thì phải hứng chịu bao khổ đau do chiến tranh gây ra.

#### Nhà nước Hồi giáo Iraq và Levant
Theo Global Research, cựu nhân viên Cơ quan An ninh Quốc gia Hoa Kỳ (NSA), Edward Snowden, đã tiết lộ rằng tình báo Anh, tình báo Mỹ và tình báo Israel (Mossad) đã làm việc với nhau để tạo ra ISIL. Các tài liệu mật bị rò rỉ tiết lộ rằng nhà lãnh đạo ISIL, giáo sĩ Abu Bakr Al-Baghdadi, đã được huấn luyện quân sự trong suốt một năm dưới sự đào tạo của Mossad, bên cạnh các khóa học về thần học và nghệ thuật phát biểu. Người đứng đầu Viện nghiên cứu vì hòa bình và thịnh vượng Ron Paul, ông Daniel McAdams giải thích rằng: "Thực ra, "phe ôn hòa" (trong cuộc nội chiến Syria) đã được trợ giúp bởi người Mỹ từ lâu, họ đã chiến đấu bên cạnh những người có liên hệ với Al-Qaeda, và sau này là với những chiến binh của ISIS."
Lãnh tụ tối cao Iran, Ali Khamenei đã nói rằng Mỹ, Israel và Anh đứng đằng sau tổ chức khủng bố Nhà nước Hồi giáo Iraq và Levant tự xưng; ông cho rằng các nước này đã tạo ra Al-Qaeda và Da'esh (tức ISIL) nhằm tạo ra sự chia rẽ và sử dụng chúng trong cuộc chiến chống lại các nước Hồi giáo, nhưng rốt cục các tổ chức này lại quay sang chống lại Mỹ.

## Sự thống trị về kinh tế của Chủ nghĩa thực dân mới
"Chúng ta, những nước gọi một cách lịch sự là "đang phát triển", thực ra là các thuộc địa, các nước bán thuộc địa hoặc phụ thuộc. Chúng ta là những quốc gia có nền kinh tế đã bị bóp nghẹt bởi chủ nghĩa đế quốc, trong đó các ngành công nghiệp hoặc nông nghiệp cần thiết để bổ sung cho nền kinh tế phức tạp của mẫu quốc được phát triển một cách bất thường. 'Đang phát triển', hay đang bị bóp nghẹt sự phát triển, bị chuyên môn hóa quá mức để sản xuất nguyên liệu, gây ra mối đe dọa nạn đói cho tất cả các dân tộc chúng ta. Chúng ta, "những nước kém phát triển", chỉ có những cây trồng duy nhất, sản phẩm duy nhất, thị trường duy nhất. Sản phẩm được mua bán không bình đẳng mà phụ thuộc vào những áp đặt và điều kiện của duy nhất một thị trường đó. Đó là công thức tuyệt vời cho sự thống trị kinh tế của chủ nghĩa đế quốc."— Che Guevara, Cách mạng Marxist, 1961 

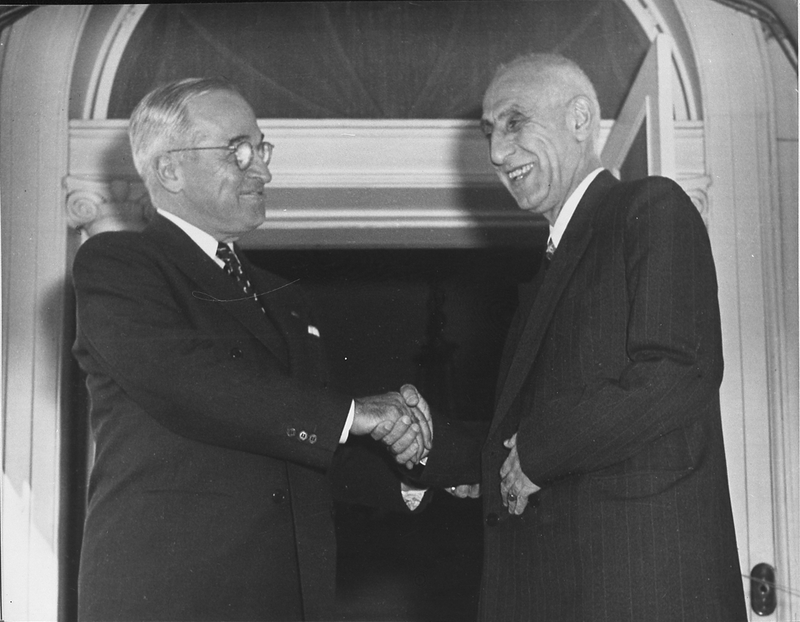
Tổng thống Mỹ Harry S. Truman gặp Mohammad Mosaddeq, Thủ tướng Iran, năm 1951. Mosaddeq, người đã bắt đầu quốc hữu hóa các công ty dầu mỏ thuộc sở hữu của Mỹ và Anh tại Iran, đã bị lật đổ vào ngày 19 tháng 8 năm 1953, trong cuộc đảo chính đứng đầu bởi Tướng Fazlollah Zahedi, người đã nhận tài trợ bởi chính phủ Anh và Mỹ

Tổng thống Mỹ Jimmy Carter và trung tướng Olusegun Obasanjo diễu hành tại Lagos, Nigeria, tháng 4-1978. Obasanjo đã lên nắm quyền trong một cuộc đảo chính ba năm trước đó, và trở thành lãnh đạo của một quốc gia nhiều dầu mỏ.

Trong phạm vị sử dụng rộng hơn, Chủ nghĩa thực dân mới là sự áp đặt của các cường quốc và các tổ chức kinh tế xuyên quốc gia, vào công việc nội bộ của các nước nghèo. Trong ý nghĩa này, Chủ nghĩa thực dân mới ngụ ý một hình thức hiện đại của Chủ nghĩa đế quốc kinh tế: các cường quốc hành xử với những quyền hạn tương tự như chủ nghĩa thực dân đã từng làm, chỉ khác là ở trong thế giới hậu thuộc địa.
Thay vì kiểm soát trực tiếp quân sự-chính trị, quyền lực của Chủ nghĩa thực dân mới được cho là việc sử dụng các chính sách tài chính và thương mại để thống trị các quốc gia kém phát triển. Các nước lớn cấp những khoản cho vay, viện trợ với lãi suất cao, áp đặt điều kiện để duy trì sự "kiểm soát lỏng" đối với các quốc gia nhỏ (xem thêm trong cuốn Học thuyết về hệ thống Thế giới của Immanuel Wallerstein).
Các cường quốc mạnh mẽ duy trì một sự hiện diện liên tục trong nền kinh tế của các nước thuộc địa cũ, đặc biệt là liên quan đến nguyên liệu như dầu mỏ, than đá, nông sản... Các cường quốc lớn bị buộc tội đã can thiệp vào sự quản lý kinh tế tại các quốc gia yếu để duy trì dòng chảy của các nguyên liệu tới nước họ với giá cả rẻ mạt, nhằm mang lại lợi ích cho các nước phát triển và các tập đoàn xuyên quốc gia.

### Học thuyết phụ thuộc
Cơ sở của học thuyết về chủ nghĩa thực dân kinh tế được thể hiện qua Học thuyết phụ thuộc. Điều này xuất phát từ các lý thuyết khoa học xã hội, cả hai nhóm nước phát triển và đang phát triển, xác định quan điểm cho rằng có một trung tâm của các quốc gia giàu có và một nhóm ngoại vi gồm các quốc gia nghèo, kém phát triển. Tài nguyên bị hút từ nhom nước ngoại vi và chảy về các nước giàu ở trung tâm để duy trì tăng trưởng kinh tế và sự giàu có của họ.
Một khái niệm trung tâm là việc xóa đói giảm nghèo của các nước trong vùng ngoại vi là kết quả sự hội nhập của họ với "hệ thống thế giới", một cái nhìn tương phản với các nhà kinh tế theo học thuyết thị trường tự do, những người lập luận rằng các quốc gia này đang phát triển theo con đường dẫn đến hội nhập đầy đủ. Lý thuyết này dựa trên phân tích của chủ nghĩa Marx về sự bất bình đẳng trong hệ thống thế giới, cho rằng tình trạng kém phát triển của các nước miền Nam bán cầu là hậu quả trực tiếp từ sự phát triển ở miền Bắc bán cầu. Đây là cơ sở của nhiều lý thuyết Mác-xít trong các lý thuyết về nước "bán thuộc địa", từ cuối thế kỷ 19.
Những người ủng hộ các lý thuyết này bao gồm Federico Brito Figueroa, nhà sử học Venezuela, người đã viết nhiều tác phẩm về các nền tảng kinh tế xã hội của cả chủ nghĩa thực dân cổ điển và chủ nghĩa thực dân mới. Các công trình và lý thuyết của Brito đã ảnh hưởng mạnh mẽ đến suy nghĩ của Tổng thống Venezuela hiện tại, ông Hugo Chávez.